# Joseph von Rudolphi

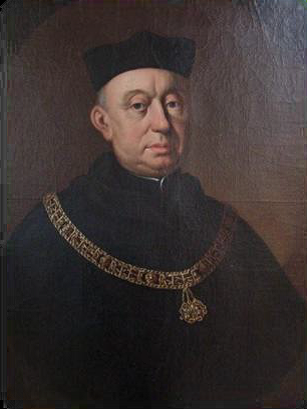
Joseph von Rudolphi

Joseph von Rudolphi, auch Joseph von Rudolfi, (* 16. Mai 1666 als Wolfgang Ernst; † 7. März 1740 in St. Gallen) war ab 1717 Abt der Fürstabtei St. Gallen und Küchenmeister.

## Leben
Seine Eltern waren der aus Laibach stammende Oberstleutnant und kaiserliche Kommandant in Konstanz Johann Christoph von Rudolphi und Maria Salome von Berneck. Der katholische Joseph von Rudolphi trat 1683 in die St. Galler Klosterschule ein und legte 1685 das Ordensgelübde ab. Am 30. März 1686 fand seine niedere Weihe statt, am 12. Mai 1688 wurde er subdiakiert und am 18. September des gleichen Jahres diakoniert. Zum Priester wurde von Rudolphi am 22. September 1690 und zum Subcustos am 5. Dezember 1691. In verschiedenen Quellen ist er noch als Grammatiklehrer, Unterküchenmeister, Gastpater und Subgranarius genannt. Am 18. Januar 1694 wurde er in St. Gallen zum Küchenmeister ernannt, später weiter noch in St. Johann und Rorschach. Zum Brüdermagister wurde von Rudolphi 1707 und als Custos und Beichtiger in Notkersegg wurde er 1708 tätig. Ab 1712 hatte er das Amt des Subpriors inne. Unter dem Vorsitz des Einsiedler Abtes Thomas Schenkli wurde von Rudolphi am 16. Dezember 1717 im Exil auf dem Schloss Neuravensburg im Allgäu einstimmig zum Abt von St. Gallen gewählt. Papst Clemens XI. konfimierte den neuen Abt am 27. April 1718. Die Benediktion, von Bischof Johann Franz Schenk von Stauffenberg aus Konstanz unter Assistenz der Äbte von Einsiedeln und der Mehrerau vorgenommen, verzögerte sich bis zum 24. Juni 1721.
Nach seiner Wahl suchte der neue Abt sogleich Frieden herbeizuführen und so begannen Anfang Mai 1718, sechs Jahre nach Beendigung des Toggenburgerkriegs, die Verhandlungen in Baden. Das 84 Punkte umfassende Friedensinstrument konnte am 15. Juni 1718 unterzeichnet werden. Der vom Abt ratifizierte Vertrag wurde am 6. August 1718 nach Zürich und Bern überbracht, um dort ebenfalls ratifiziert zu werden. Clemens XI. verwarf jedoch den Vertrag und es kam zu Ausschreitungen. Abt von Rudolphi kehrte am 7. September 1718 aus dem Exil nach Rorschach zurück. Er begann im Toggenburg die Huldigung entgegenzunehmen. Am 11. Oktober zog er in St. Gallen ein und am 15. Oktober konnten Tischlesungen und Silentium, am folgenden Tag die Mitternachtsmette wieder eingeführt werden. Erst am 23. März 1719 konnte der Abt einen grossen Teil der zu Beginn des Krieges nach Zürich gebrachten Bibliothek in Empfang nehmen. Weitere Gegenstände aus der Beute der Berner, so unter anderem acht Glocken und sieben Feuerspritzen, trafen am 5. Mai 1721 in St. Gallen ein.
Von Rudolphi gründete neue Pfarreien und teilte Gossau und Oberriet auf. Im Archiv des Stiftes führte er eine neue Urkundenregistratur ein und liess Fluchtkisten anfertigen. Von 1719 bis 1722, von 1724 bis 1726, 1730 und von 1735 bis 1736 führte der Abt gründliche Visitationen durch, bei welchen er sich einen Überblick über die örtlichen schulischen Verhältnisse verschaffte. In St. Gallen liess von Rudolphi am 8. und 9. Mai 1737 eine Synode durchführen. Im Jahr 1721 beauftragte er Caspar Moosbrugger, einen Riss für die neue Klosterkirche zu zeichnen. Von Rudolphi legte mit den an St. Gallen angrenzenden Herrschaftsgebieten die genauen Grenzverläufe fest.
Am 29. April 1731 erneuerte der Abt die Allianz mit Frankreich aus dem Jahre 1663. Nach einer Reihe von Auseinandersetzungen im Toggenburg wurden am 8. Dezember 1735 die äbtischen Beamten Johann Baptist Keller und Niklaus Rüdlinger, die früher die Opposition gegen die Abtei angeführt hatten, ermordet. Am 9. Januar 1739 endete die von Frankreich geförderte Konferenz in Frauenfeld über die sechs Schiedsorte ergebnislos. Kaufleute und Gewerbetreibenden wurden am 11. März 1739 vom Abt zu einer Konferenz nach Rorschach zusammengerufen, um Handelsfragen zu erörtern und die Einführung einer Handels- und Gewerbeordnung zu besprechen, welche am 8. April im gleichen Jahr verabschiedet und beschworen wurde. Durch umsichtige Verwaltung und Sparsamkeit verringerte der Abt die Schuldenlast. Am 21. September 1739 wies von Rudolphi den Konstanzer Offizial Franz Andreas Rettich, der im bischöflichen Auftrag die St. Galler Pfarreien visitieren wollte, aus dem äbtlichen Territorium, was zu erneutem Streit mit dem Bistum Konstanz um die geistlichen Jurisdiktions- und Visitationsrechte führte.